# Saló Internacional del Còmic de Barcelona de 2000
El 18è Saló Internacional del Còmic de Barcelona es va celebrar entre el dijous 4 i el diumenge 7 de maig de 2000 a l'Estació de França. Fou inaugurat pel conseller de Cultura, Ferran Mascarell, i el director general de Promoció Cultural de la Generalitat, Vicenç Llorca.
Va comptar amb més de 125 expositors entre editorials, distribuidors i revistes, respectivament, repartits en una superfície de més de 7.000 m². De fet, una de les novetats del 18è Saló fou la nova distribució de l'espai, que va permetre guanyar 500 metres quadrats més respecte a l'edició anterior, establint un nou rècord de superfície. El nou espai guanyat fou destinat a les exposicions. El Saló va comptar també amb un espai infantil amb jocs per a nens a partir de tres anys, i un taller de còmic organitzat per l'escola Joso.
Un dels plats forts del Saló fou l'exposició consacrada a l'obra de Charles Schulz, creador de Peanuts, amb Charlie Brown i Snoopy com a protagonistes.
Una gran novetat del Saló la van protagonitzar els premis, que van estrenar un nou sistema de votació. A més, per primer cop es van atorgar els premis del públic, votats directament pels lectors i aficionats al còmic. Aquests premis, atorgants en les modalitats de còmic eròtic, manga, superheroi i revista de còmic, es van atorgar addicionalment als habituals premis concedits pel jurat.

## Cartell
El cartell de la 18a edició del Saló del Còmic fou realitzat pel dibuixant Kim i mostra l'edifici de l'Hotel Arts de Barcelona, escalat per una multitud d'herois del 9è art. Entre d'altres, s'hi reconeix al Yellow Kid de Outcault, Batman de Bob Kane, Goliat de El Capitán Trueno, Luca Torelli de Torpedo 1936, el dinosaure Gon de Masashi Tanaka, Snoopy i Charlie Brown de Charles Schulz, el detectiu Dick Tracy de Chester Gould, Krazy Kat de George Herriman, Mr. Natural de Robert Crumb, Carpanta d'Escobar, el Corto Maltès d'Hugo Pratt, Mafalda de Quino, Calvin i Hobbes de Bill Watterson, Makinavaja d'Ivà, Mortadel·lo d'Ibáñez, Astèrix d'Uderzo, Buddy de Peter Bagge, l'Ànec Donald i el Ratolí Mickey de Disney, i encara uns quants més.

## Exposicions

### Exposicions centrals
- Exposició Snoopy: 50è aniversari. Ficòmic havia planificat aquesta exposició sobre Snoopy amb motiu del 50è aniversari de la creació del còmic Peanuts. La mort de l'autor, Charles Schulz, uns mesos abans de la celebració del Saló va ser pura coincidència.

- Exposició Superheroïs de col·lecció. Exposició dedicada als personatges de còmic dotats de poders extraordinaris. La mostra va incloure originals d'autors nord-americans com Jack Kirby, Kevin Magire, John Romita Jr., Mike Mignola, Salvador Larroca, Adam Hughes i John Byrne. Entre els artistes nationals hi constaren Carlos Pacheco, Ramón F. Bachs, Esteban Maroto, Óscar Jiménez, Javier Pulido o Rafa Fonteriz, autors en els darrers anys havien publicat als Estats Units.[5]

- Exposició Kiss Comix. Exposició amb originals d'autors col·laboradors de la revista de còmic eròtic Kiss Comix, editada per La Cúpula des de 1991. Entre d'altres, l'exposició va mostrar originals de Kevin Taylor, destacat autor nord-americà de la revista que a més va fer acte de presència al Saló. Altres artistes inclosos en la mostra foren Chijoyi, Tobalina, Rubén i Payá, entre d'altres.[5] L'exposició va estar ubicada a l'interior d'un vagó de tren amb accés restringit. Només el públic major d'edat va tenir accés al vagó.[5]

- Exposició Certamen de Còmic. Exposició organitzada pel Ministeri de Traball i Assumptes Socials a través de l'Institut de la Joventut, que va recollir el trabal de 12 autors joves nacionals.

### Exposicions dedicades als guanyadors de l'edició precedent
- Exposició monogràfica dedicada als germans Miguel i Pedro Quesada, guanyadors del Gran Premi del Saló de 1999. L'exposlició mostrà originals dels germans Quesada, exponents de l'anomenada Escola Valenciana. Entre els treballs a destacar es podien veure originals de la sèrie Pequeño Pantera Negra.

- Exposició Ricard Castells. El color i l'ausència. Exposició monogràfica dedicada a l'il·lustrador Ricard Castells, guanyador de la Millor Obra de 1999 per Lope de Aguirre, la expiación, amb pàgines originals de l'autor.

- Exposició La ciudad de cristal (City of Glass). Exposició sobre el còmic guanyador de la Millor Obra Estrangera de 1999, del dibuixant David Mazzucchell i guionista Paul Karasik, basada en la novel·la homònima de l'escriptor Paul Auster.

- Exposició monogràfica de Ramón F. Bachs i Sergio Córdoba, proclamats Autor revelació ex-aquo de l'edició de 1999.

## Invitats
Entre els escassos autors internacionals invitats al Saló destacava el dibuixant Jeff Smith, nominat a la Millor Obra Estrangera per la sèrie Bone. També Grzegorz Rosinski i Jean Van Hamme, autors de la llarga sèrie Thorgal, havien confirmat la seva assistència.
El Saló també va comptar amb la presència de Kevin Taylor, col·laborador habitual de la revista eròtica Kiss Comix; Gilbert Shelton, mític creador dels Freaks brothers; i Pascal Rabaté, proclamat guanyador de la millor obra en la darrera edició del Festival d'Angulema pel seu treball Ibicus.

## Balanç de la 18a edició del Saló
En ocasió del Saló del Còmic de Barcelona de 2000, que assolia la "majoria d'edat" amb la seva 18a edició, diversos experts del sector van aprofitar l'avinentesa per a fer un balanç de la trajectòria del certamen barceloní de la vinyeta.
En general, els professionals del còmic van coincidir en criticar la manca de projecció internacional del Saló i el dèficit de la seva vessant cultural, en benefici d'una orientació excessivament comercial. Després de 18 anys del seu naixement, el Saló de Barcelona havia fracassat en el seu intent d'erigir-se com un rival del Festival d'Angulema. El crític Ignasi Vidal-Folch afirmava fins i tot a El País que el Saló havia quedat reduït a un simple mercat local, equiparable al mercat diumenger de Sant Antoni. El gran domini dels estands de comerciants, preocupats per maximitzar el negoci, contrastava amb la manca de perfil internacional del Saló, que havia fracassat com a centre de negocis i contractació, i com a punt d'intercanvis culturals, molt alluny de l'existós model d'Angulema. La directora del Saló, Pilar Gutiérrez, es defensava d'aquestes acusacions declarant que «es critica molt aquest desequilibre entre comerç i cultura, però la veritat és que l'àrea comercial és la zona amb més èxit» Antics coordinadors del Saló, com Toni Guiral (coordinador del Saló de 1994) o Joan Navarro (coordinador entre 1988 i 1993) persistien en les crítiques i reclamaven un major protagonisme a la promoció d'autors i a les activitats culturals. Segons Guiral, «com a fira comercial, el Saló està consolidat, i ho demostren els milers de persones que cada any el visiten, moltes de les quals no són lectores habituals de còmic. Em sembla bé aquest model, però paral·lelament hauria de funcionar com un focus de discussió, per debatre problemes entre els professionals i fer promoció entre el públic». Joan Navarro, encara més contundent, afirmava que el Saló «...ha quedat asfixiat en un model massa repetitiu, i s'han perdut els objectius inicials». Segons ell, en el Saló actual ha desaparegut l'objectiu inicial que «Barcelona era un centre de negoci internacional del còmic. Havia de ser com una petita fira de mostres de compra venda de drets d'autor, i només es va assolir en els primers anys, quan es va aconseguir una gran presència d'editors internacionals».
Segons el periodista de El País Jaume Vidal, els editors i autors de còmic mostraven la seva satisfacció per l'èxit comercial del Saló però ressaltaven el seu dèficit com a dinamitzador del sector industrial, atapeït amb importacions de manga i comic book estat-unidenc però amb un mercat nacional subdesenvolupat.
Per Armand Zoroa, coordinador de Norma Editorial, «el saló ha de millorar en aspectes com la presència d'autors internacionals i en una oferta lúdica més àmplia. Crec que s'ha procurat treballar en aquest sentit, però els resultats encara no són suficients per atorgar una autèntica dimensió internacional al Saló». Per altra banda, el dibuixant Horacio Altuna criticava a les editorials, a les quals recriminava que «han deixat a l'atur a molts autors perquè han preferit optar pel manga i els superherois, que és un material molt més econòmic. Aquesta actitud ha distorsionat no només el mercat espanyol sinó també l'internacional».

## Palmarès
El 18è Saló del Còmic va introduir canvis substancials en el sistema de votació dels premis. Fins a la present edició, el sistema de votació de les obres guanyadores consistia en dues fases. En la primera fase, tots els professionals estatals del còmic (llibreters, autors, crítics i periodistes) nominaven als candidats als premis mitjançant vot per correu. En la segona fase, un grup reduït d'especialistes decidia els guanyadors entre totes les nominacions rebudes per correu en la primera fase. A partir de l'edició d'enguany, la totalitat del sector del còmic també passà a participar en la segona fase del procés d'elecció dels guanyadors, votant els nominats proclamats a la primera ronda.
Aquest nou mètode d'elecció de les obres guanyadores va aportar transparència al procés i va permetre evitar possibles suspicàcies sobre el veredicte final, ja que tots els professionals vinculats al sector del còmic van passar a contribuir directament al resultat final de la votació dels autors i obres guanyadores. La directora del Saló, Pilar Gutiérrez, va comentar al respecte que «ens hem democratitzat».
A part dels tradicionals guardons concedits pels professionals, el Saló va incorporar també els premis del públic, elegits per votació directa dels lectors. Segons la directora, Pilar Gutiérrez, aquests premis es van introduir per evitar «la paradoxa que els gèneres més venuts no obtenien mai els premis del jurat». Els premis del públic es van atorgar en quatre categories diferents: millor còmic de superheroi, millor còmic erotic, millor manga i millor revista d'informació.
Pel que fa al Gran Premi del Saló, l'únic premi que no compta amb nominats, com d'habitud va continuar siguent atorgat pel comitè executiu de Ficòmic.
Els premis foren atorgats al llarg d'una festa celebrada el divendres 5 de maig a la sala Woman Caballero de Barcelona.

### Gran Premi del Saló
- Max.

### Millor obra
Pel que fa a la millor obra, va destacar el fet que quatre de les cinc obres seleccionades pel jurat, competien simultàniament en la categoria al millor guió.
| Títol                  | Autor                           | Editorial          |
| ---------------------- | ------------------------------- | ------------------ |
| Paracuellos 3          | Carlos Giménez                  | Glénat             |
| Para ti que eres joven | Manel Fontdevila Albert Monteys | El Jueves          |
| Simple                 | Silvestre                       | Edicions de Ponent |
| Raspa Kids             | Álex Fito                       | Medio Muerto       |
| Heptámeron             | María Colino                    | Edicions de Ponent |

### Millor obra estrangera
Premi sense dotació econòmica.
| Títol                | Títol original    | Autor         | Editorial   | País         |
| 300                  | 300               | Frank Miller  | Norma       | Estats Units |
| Por qué odio Saturno | Why I Hate Saturn | Kyle Baker    | Norma       | Estats Units |
| Bola Ocho            | Eightball         | Daniel Clowes | La Cúpula   | Estats Units |
| Juegos de manos      | Jar of Fools      | Jason Lutes   | La Cúpula   | Estats Units |
| Bone                 | Bone              | Jeff Smith    | Dude Comics | Estats Units |

### Autor revelació
| Autor             | Títol           | Editorial   |
| ----------------- | --------------- | ----------- |
| Álex Fito         | Raspa Kids Club | NSLM        |
| Calo              | Dios los cría   | Under Cómic |
| Chema García      | Diox            | Subterfuge  |
| Paco Alcázar      |                 |             |
| Ricardo Peregrina | Hermi y Max     | Amaníaco    |

### Millor fanzine
| Any                        | Títol |
| -------------------------- | ----- |
| 2000                       |       |
| Amaníaco                   |       |
| Como vacas mirando al tren |       |
| El puñalito                |       |
| Idiota y diminuto          |       |
| TMEO                       |       |

### Millor guió
| Títol                  | Autor            | Editorial            |
| ---------------------- | ---------------- | -------------------- |
| Paracuellos 3          | Carlos Giménez   | Glénat               |
| Para ti que eres joven | Manel Fontdevila | El Jueves            |
| Para ti que eres joven | Albert Monteys   | El Jueves            |
| Simple                 | Silvestre        | Edicions de Ponent   |
| Raspa Kids             | Álex Fito        | Medio Muerto         |
| Alter Rollo 2          | Mauro            | La Factoría de Ideas |

### Premis del públic
| Categoria                   | Títol                    | Autor          | Editorial          |
| --------------------------- | ------------------------ | -------------- | ------------------ |
| Millor còmic eròtic         | Sueños húmedos           | Alfonso Azpiri | Norma              |
| Millor revista d'informació | Dentro de la viñeta      | diversos       | Dude Comics        |
| Millor manga                | Adolf                    | Osamu Tezuka   | Planeta DeAgostini |
| Millor còmic de superherois | Daredevil Marvel Knights | diversos       | Planeta DeAgostini |

## Anècdotes
Segons el periodista Jaume Vidal, l'anècdota del Saló es va produir durant l'acte d'entrega del premis a la sala Woman Caballero de Barcelona. Degut a problemes de megafonia, els representants de Planeta DeAgostini no es van assabentar que la seva editorial acabava de ser recompensada amb dos premis del públic, al millor manga i al millor còmic de superherois, respectivament. Tot aprofitant l'ocasió, una espontània va pujar al pòdium per endur-se els dos guardons. Al final de la cerimònia ningú sabia on eren els premis ni qui era l'espontània que se'ls havia emportat. Finalment, poc abans de la clausura del Saló, ambdós guardons van aparèixer en un estand on estaven exposats.